# Jennifer Sky
Jennifer Sky Wacha, mer känd som Jennifer Sky, född 13 oktober 1976 i Palm Beach i Florida, är en före detta amerikansk skådespelerska och fotomodell. Hon är mest känd för sina roller som Sarah Webber i såpoperan General Hospital (1997–1998) och som huvudrollen Cleopatra i science fiction-serien Cleopatra 2525 (2000–2001). Sky hade även en återkommande roll som Amarice i Xena – Krigarprinsessan (1999) och gästspelade i flera populära TV-serier, inklusive Buffy och vampyrerna, Förhäxad och Fastlane.
Innan sin skådespelarkarriär arbetade hon som tonårsmodell och flyttade vid 17 års ålder till New York för att studera skådespeleri. Hon har senare varit öppen med de svåra erfarenheter hon hade inom modellbranschen, inklusive PTSD, och har engagerat sig i frågor kring arbetsvillkor för unga modeller.
Efter sin skådespelarkarriär har Jennifer Sky övergått till att arbeta som författare och konstnär. Hon är också en överlevare av en aortadissektion och har delat med sig av sin kamp och återhämtning på sociala medier.
Hon var gift med Alex Band, sångare i rockgruppen The Calling, mellan åren 2004 och 2009.

## Filmografi (i urval)

### Filmer
| År   | Titel            | Roll                         | Noter                 |
| ---- | ---------------- | ---------------------------- | --------------------- |
| 2001 | Min stora kärlek | Nattklubbsbesökare #2        |                       |
| 2002 | My Little Eye    | Charlie                      |                       |
| 2004 | Never Die Alone  | Janet                        |                       |
| 2010 | Somewhere        | Söt flicka vid högljutt bord | Okrediterad medverkan |

### TV-serier
| År        | Titel                          | Roll                     | Noter                                         |
| --------- | ------------------------------ | ------------------------ | --------------------------------------------- |
| 1994      | SeaQuest DSV                   | Butikstjej               | Avsnittet "Sympathy for the Deep"             |
| 1997      | Buffy och vampyrerna           | Heidi Barrie             | Avsnittet "The Pack"                          |
| 1997      | Pacific Blue                   | Bree Hopkins             | Avsnittet "Rumplestiltskin"                   |
| 1997–1998 | General Hospital               | Sarah Webber             | Kontraktsroll                                 |
| 1999      | Xena – Krigarprinsessan        | Amarice                  | Återkommande roll, 6 avsnitt                  |
| 2000–2001 | Cleopatra 2525                 | Cleopatra 'Cleo'         | Huvudroll                                     |
| 2002      | Boomtown                       | Laura/Vanessa Griggs     | Avsnittet "Possession"                        |
| 2002      | CSI: Crime Scene Investigation | Matilda                  | Avsnittet "Abra Cadaver"                      |
| 2002–2003 | Fastlane                       | Cassidy Shaw             | Pilotavsnittet och avsnittet "Slippery Slope" |
| 2003      | Columbo                        | Vanessa Farrow           | Avsnittet "Columbo Likes the Nightlife"       |
| 2003      | Förhäxad                       | Mabel Stillman           | Avsnittet "The Power of Three Blondes"        |
| 2004–2005 | CSI: Miami                     | Cookie Devine/Sara Piper | Avsnitten "Innocent" och "Game Over"          |